# Butrimonys
Butrimonys (ryska: Бутримонис) är en ort i Litauen.   Den ligger i kommunen Alytaus rajono savivaldybė och länet Alytus län, i den södra delen av landet, 70 km väster om huvudstaden Vilnius. Butrimonys ligger 122 meter över havet och antalet invånare är 1 126.
Terrängen runt Butrimonys är platt, och sluttar norrut. Runt Butrimonys är det ganska glesbefolkat, med 24 invånare per kvadratkilometer. Närmaste större samhälle är Alytus, 17,0 km sydväst om Butrimonys. Omgivningarna runt Butrimonys är en mosaik av jordbruksmark och naturlig växtlighet.